# De Boeck
Fundada en 1885 por Albert De Boeck, De Boeck es una de las más antiguas editoriales de Bélgica. En 2007 fue adquirida por Editis, que a su vez fue absorbida en 2011 por Ergon Capital.

## Descripción
El catálogo De Boeck es esencialmente educativo :
- De Boeck Education para la edición de libros de labores y de herramientas para primaria y secundaria en Bélgica.
- De Boeck Universidad para la edición de manuales universitarios o profesionales, destinados a toda la francofonía, con más de 1.500 títulos y más de 900 autores.
- De Boeck-Duculot, para diccionarios y obras de referencia en lengua francesa.

## Edición de libros
Los fondos de De Boeck están compuestos por más de 1.500 títulos en Ciencias humanas (historia, sociología, filosofía, psicología, derecho, economía, gestión…); ciencias y técnica (matemática, física, química, biología…) y medicina (anatomía, cardiología, histología, enfermería y otras terapias).
De Boeck llegó a ser la editorial más importante de las ediciones escolares belgas y la número 2 en lengua francesa, aunque pasó a manos de Editis en 2007.
En 2011, el grupo de ediciones De Boeck fue adquirido por la compañía de capital inversión Ergon Capital.

## Edición de revistas
De Boeck publica igualmente 19 revistas en ciencias humanas y sociales, en psicología y en ciencias políticas:
- Afrique contemporaine
- Cahiers critiques de thérapie familiale et de pratiques de réseaux
- Cahiers de psychologie clinique
- Éducation et sociétés
- Innovations
- Le Moyen Âge
- Mondes en développement
- Négociations
- Pensée plurielle
- Psychotropes
- Recherches économiques de Louvain
- Reflets et perspectives de la vie économique
- Revue d’économie du développement
- Revue internationale de droit économique
- Revue internationale de politique comparée
- Science et motricité
- Sociétés
- Staps
- Travaux de linguistique

Varias revistas de las ediciones De Boeck se pueden consultar en la web Cairn.info o en la web Persée.